# Дарлинг
Дарлинг (енгл. Darling River) је река у Аустралији дуга 1.472 km. Њене главне притоке Калгоа и Барвон извиру на Великим разводним планинама и код места Берк се спајају у реку Дарлинг. Рачунајући и саставнице, дужина реке је 2.739 km, по чему је то најдужа река у Аустралији. Дарлинг протиче кроз савезне државе Квинсленд и Нови Јужни Велс. 
Реку је први открио и препловио истраживач Чарлс Стерт 1829. и назвао је према Ралфу Дарлингу, тадашњем гувернеру Новог Јужног Велса. У прошлости је река често пресушивала, па је услед несташица воде направљено неколико вештачки језера за наводњавање. Дарлинг је загађена пестицидима и салинитет у њој је у значајном порасту.